# Goo (album)
Goo là album phòng thu thứ sáu của ban nhạc alternative rock người Mỹ Sonic Youth. Album được phát hành ngày 26 tháng 6 năm 1990, qua hãng thu âm DGC (khi đó là hãng đĩa con của Geffen). Đây là album đầu tiên của Sonic Youth được phát hành qua một hãng đĩa lớn, sau khi ban nhạc ký hợp đồng với Geffen Records.
Goo được thu âm trong một thời gian ngắn vào đầu năm 1990 tại Sorcerer Sound Recording Studios và Greene St. Recording với người đã sản xuất Daydream Nation là Nick Sansano với nhà sản xuất phụ Ron Saint Germain. Đây thường được được xem là album dễ nghe nhất của Sonic Youth. Ba đĩa đơn được trích ra từ album, "Kool Thing", "Disappearer" và "Dirty Boots", trong đó, "Kool Thing" thành công nhất.
Goo có được thành công thương mại tương đối, đạt vị trí số 96 trên Billboard 200 của Mỹ, và xuất hiện trên bảng xếp hạng của Hà Lan, New Zealand và Vương quốc Anh. Các đánh giá của album đều tích cực. Sonic Youth cũng lưu diễn quanh châu Âu và Bắc Mỹ năm 1990 để quảng bá album. Ban nhạc lưu diễn lần nữa tại châu Âu vào mùa thu 1991 với Nirvana, Dinosaur Jr., Babes in Toyland và Gumball.

## Bối cảnh
Sau khi phát hành Daydream Nation năm 1988, Sonic Youth muốn ký hợp đồng với một hãng thu âm mới. Tới giữa năm 1989, A&M Records, Atlantic Records và Mute Records đều đồng ý ký hợp đồng với ban nhạc. Cuối 1989 và đầu 1990, Geffen Records cũng bày tỏ mong muốn được hợp tác. Sonic Youth cuối cùng ký hợp đồng phát hành năm album với Geffen. Tuy nhiên, ban nhạc thất vọng khi biết rằng các album sẽ chỉ được phát hành qua một hãng đĩa con mới thành lập của Geffen là DGC Records.

## Danh sách bài hát
Tất cả nhạc phẩm được soạn bởi Sonic Youth (Thurston Moore, Kim Gordon, Lee Ranaldo, Steve Shelley).
| STT | Nhan đề                  | Phổ lời       | Vocalist      | Thời lượng |
| --- | ------------------------ | ------------- | ------------- | ---------- |
| 1.  | "Dirty Boots"            | Moore         | Moore         | 5:28       |
| 2.  | "Tunic (Song for Karen)" | Gordon        | Gordon        | 6:22       |
| 3.  | "Mary-Christ"            | Moore         | Moore, Gordon | 3:11       |
| 4.  | "Kool Thing"             | Gordon        | Gordon        | 4:06       |
| 5.  | "Mote"                   | Ranaldo       | Ranaldo       | 7:37       |
| 6.  | "My Friend Goo"          | Gordon        | Gordon, Moore | 2:19       |
| 7.  | "Disappearer"            | Moore         | Moore         | 5:08       |
| 8.  | "Mildred Pierce"         | Moore         | Moore         | 2:13       |
| 9.  | "Cinderella's Big Score" | Gordon        | Gordon        | 5:54       |
| 10. | "Scooter + Jinx"         | —             | —             | 1:06       |
| 11. | "Titanium Exposé"        | Moore, Gordon | Moore, Gordon | 6:27       |

| Deluxe Edition bonus tracks | Deluxe Edition bonus tracks                       | Deluxe Edition bonus tracks | Deluxe Edition bonus tracks | Deluxe Edition bonus tracks |
| STT                         | Nhan đề                                           | Phổ lời                     | {{{extra_column}}}          | Thời lượng                  |
| --------------------------- | ------------------------------------------------- | --------------------------- | --------------------------- | --------------------------- |
| 12.                         | "Lee #2"                                          | Ranaldo                     | Ranaldo                     | 3:31                        |
| 13.                         | "That's All I Know (Right Now)" (Neon Boys cover) | Richard Hell, Tom Verlaine  | Moore                       | 2:20                        |
| 14.                         | "The Bedroom (Live)"                              | —                           | —                           | 3:42                        |
| 15.                         | "Dr. Benway's House"                              | —                           | —                           | 1:17                        |
| 16.                         | "Tuff Boyz"                                       | —                           | —                           | 5:39                        |

| Deluxe Edition bonus disc | Deluxe Edition bonus disc                       | Deluxe Edition bonus disc             | Deluxe Edition bonus disc | Deluxe Edition bonus disc |
| STT                       | Nhan đề                                         | Phổ lời                               | Vocalist                  | Thời lượng                |
| ------------------------- | ----------------------------------------------- | ------------------------------------- | ------------------------- | ------------------------- |
| 1.                        | "Tunic" (8-track demo)                          | Gordon                                | Gordon, Mascis            | 6:44                      |
| 2.                        | "Number One (Disappearer)" (8-track demo)       | Moore                                 | Moore                     | 4:57                      |
| 3.                        | "Titanium Exposé" (8-track demo)                | Moore, Gordon                         | Moore, Gordon             | 4:43                      |
| 4.                        | "Dirty Boots" (8-track demo)                    | Moore                                 | Moore                     | 6:37                      |
| 5.                        | "Corky (Cinderella's Big Score)" (8-track demo) | Moore                                 | Moore                     | 7:49                      |
| 6.                        | "My Friend Goo" (8-track demo)                  | Gordon                                | Gordon                    | 2:31                      |
| 7.                        | "Bookstore (Mote)" (8-track demo)               | Ranaldo                               | Ranaldo                   | 4:14                      |
| 8.                        | "Animals (Mary-Christ)" (8-track demo)          | Moore                                 | Moore, Gordon             | 3:02                      |
| 9.                        | "DV2 (Kool Thing)" (8-track demo)               | Gordon                                | Gordon, Moore             | 4:17                      |
| 10.                       | "Blowjob (Mildred Pierce)" (8-track demo)       | Moore                                 | Moore                     | 8:52                      |
| 11.                       | "Lee #2 (instrumental)" (8-track demo)          | Ranaldo                               | —                         | 3:30                      |
| 12.                       | "I Know There's an Answer" (Beach Boys cover)   | Brian Wilson, Mike Love, Terry Sachen | Ranaldo, Moore            | 3:10                      |
| 13.                       | "Can Song" (—)                                  | —                                     | —                         | 3:17                      |
| 14.                       | "Isaac" (—)                                     | —                                     | —                         | 2:36                      |
| 15.                       | "Goo Interview Flexi" (sound montage)           | —                                     | —                         | 6:03                      |

## Thành phần tham gia
Sonic Youth
- Thurston Moore – hát, guitar, sản xuất
- Lee Ranaldo – guitar, hát, sản xuất
- Kim Gordon – hát, guitar bass, sản xuất
- Steve Shelley – trống, bộ gõ, sản xuất

Nghệ sĩ khách mời
- J Mascis – hát nền (2, 5 và 6), sản xuất phụ
- Don Fleming – hát nền (1 và 7), sản xuất phụ, bộ gõ
- Chuck D – hát phụ (4)

| Thành phần kỹ thuật - Nick Sansano – sản xuất, thu âm, bộ gõ - Ron Saint Germain – sản xuất, kỹ thuật, phối khí - Nick Sansano – kỹ thuật phụ - Dan Wood – trợ lý kỹ thuật - John Herman – trợ lý kỹ thuật - Judy Kirschner – trợ lý kỹ thuật - Howie Weinberg – master - Jim Waters – thu âm (8) | Thành phần khác - Kevin Reagan – chỉ đạo nghệ thuật - Suzanne Sasic – bìa đĩa - Raymond Pettibon – minh họa bìa - Michael Lavine – nhiếp ảnh |

## Bảng xếp hạng
| Bảng xếp hạng (1990)           | Vị trí cao nhất |
| ------------------------------ | --------------- |
| Dutch Top 100                  | 71              |
| New Zealand RIANZ Albums Chart | 22              |
| UK Albums Chart                | 32              |
| US Billboard 200               | 96              |

### Đĩa đơn
| Năm  | Đĩa đơn      | Vị trí cao nhất | Vị trí cao nhất | Vị trí cao nhất |
| Năm  | Đĩa đơn      | Mỹ              | Anh             | Ireland         |
| ---- | ------------ | --------------- | --------------- | --------------- |
| 1990 | "Kool Thing" | 7               | 81              | 24              |